# روجر ديفيس
روجر ديفيس (بالإنجليزية: Roger Davis)‏ هو ممثل أمريكي، ولد في 20 يناير 1884 في الولايات المتحدة، وتوفي بنفس المكان في 3 مارس 1980.

## وصلات خارجية
- روجر ديفيس على موقع IMDb (الإنجليزية)
- روجر ديفيس على موقع قاعدة بيانات برودواي على الإنترنت (الإنجليزية)
- روجر ديفيس على موقع قاعدة بيانات الفيلم (الإنجليزية)